# Maria Elżbieta Turgeon
Maria Elżbieta Turgeon (właśc. Marie-Élisabeth Turgeon) (ur. 7 lutego 1840 w Beaumont, zm. 17 sierpnia 1881 w Rimouski) – kanadyjska zakonnica, współzałożycielka Zgromadzenia Sióstr Matki Bożej od Różańca Świętego (Congrégation des soeurs de Notre-Dame du Saint-Rosaire), błogosławiona Kościoła katolickiego.
Elżbieta Turgeon urodziła się w 7 lutego 1840 roku w Beaumont, na południe od Quebecu. Jako jedna z 9 dzieci pochodziła z pobożnej rolniczej rodziny. Uczęszczała do miejscowej szkoły prowadzonej przez siostry urszulanki, a następnie w latach 1860–62 do szkoły w Quebecu. Czuła powołanie zakonne, ale musiała zrezygnować ze swoich planów, gdy w wieku 15 lat straciła ojca. W 1862 r. po ukończeniu szkoły rozpoczęła pracę jako nauczycielka i katechetka w różnych szkołach i parafiach w swoim regionie. 3 kwietnia 1875 roku na zaproszenie biskupa Jeana Langevina dołączyła do grupy kobiet, które na jego prośbę zostały przeszkolone na nauczycielki w szkołach parafialnych.
3 kwietnia 1875 r. wstąpiła do Zgromadzenia Sióstr od Małych Szkół, a 12 września 1879 r. złożyła śluby zakonne zostając pierwszą przełożoną tego zakonu. Zakon ten w późniejszym czasie, w znacznej mierze w wyniku jej działań, zmienił nazwę na Zgromadzenie Sióstr Matki Bożej od Różańca Świętego. Maria Elżbieta Turgeon jako przełożona podróżowała do odległych miejscowości, gdzie odwiedzała istniejące tam placówki lub też zakładała nowe. Po powrocie z jednej z takich podróży we wrześniu 1890 r. zachorowała, ale mimo to w miarę możliwości dalej kierowała zgromadzeniem. Zmarła 17 sierpnia 1881 roku w wieku 41 lat.
W 1990 r. rozpoczął się jej proces beatyfikacyjny. 11 października 2013 r. papież Franciszek podpisał dekret o heroiczności cnót Marii Elżbiety, a 17 września 2014 r. podpisał dekret uznający cud za jej wstawiennictwem. Beatyfikacja Marii Elżbiety Turgeon odbyła się 26 kwietnia 2015 roku. Tego dnia, prefekt Kongregacji Spraw Kanonizacyjnych, kardynał Angelo Amato, w imieniu papieża Franciszka, ogłosił ją błogosławioną.
Jej wspomnienie liturgiczne obchodzone jest 17 sierpnia (dies natalis).